# Акимовский сельский совет (Лановецкий район)
Акимовский сельский совет (укр. Якимівська сільська рада) — входит в состав
Лановецкого района
Тернопольской области
Украины.
Административный центр сельского совета находится в 
с. Акимовцы.

## Населённые пункты совета
- с. Акимовцы
- с. Татаринцы